# Родниково (Крым)
Роднико́во  (до 1948 года Старый Кулчу́к; укр. Родникове, крымскотат. Qulçuq, Къулчукъ) — село в Симферопольском районе Республики Крым, центр Родниковского сельского поселения (согласно административно-территориальному делению Украины — Родниковского сельского совета Автономной Республики Крым).

## Население
| 2001 | 2014  | 2021  |
| ---- | ----- | ----- |
| 3278 | ↗3492 | ↗3744 |

Всеукраинская перепись 2001 года показала следующее распределение по носителям языка
| Язык             | Процент |
| ---------------- | ------- |
| русский          | 45,3    |
| крымскотатарский | 43,93   |
| украинский       | 9,67    |
| другие           | 0,27    |

### Динамика численности
| - 1805 год — 149 чел. - 1864 год — 56 чел. - 1889 год — 113 чел. - 1892 год — 87 чел. - 1902 год — 66 чел. - 1915 год — 0/62 чел. | - 1926 год — 122 чел. - 1974 год — 1282 чел. - 1989 год — 3495 чел. - 2001 год — 3278 чел. - 2009 год — 3266 чел. - 2014 год — 3492 чел. |

## Современное состояние
В Родниково 50 улиц, 2 переулка и 2 комплекса зданий и сооружений, площадь, занимаемая селом, 332 гектара, на которой в 1005 дворах, по данным сельсовета на 2009 год, числилось 3266 жителей. В селе действуют: муниципальное бюджетное общеобразовательное учреждение
«Родниковская школа — гимназия», детский сад «Родничок», амбулатория, церковь равноапостольных Кирилла и Мефодия и мечеть «Кулчук джамиси», работает магазин Крымпотребсоюза.
В 2010 году в Родниковом была запущена первая в Крыму промышленная солнечная электростанция «Родниковое» максимальной мощностью 7,5 МВт.

## География
Родниково расположено в центре района, в степной зоне Крыма, в верховьях небольшой реки Тобе-Чокрак, высота центра над уровнем моря 159 м. Село находится примерно в 18 километрах (по шоссе) на северо-запад от Симферополя, на региональной автодороге 35К-004 (по украинской классификации P-23), в 400 м западнее Симферопольского аэропорта, ближайшая железнодорожная станция — Симферополь Грузовой — примерно в 7 км. Соседние сёла: практически вплотную (севернее, на другой стороне шоссе) примыкающие Новый Мир, Кубанское и Аркадьевка в 2 км к западу.

## История
Кулчук впервые упоминается в Камеральном Описании Крыма 1784 года, как деревня Колдчук Акмечеткого кадылыка. Акмечетского каймаканства. После присоединения Крыма к России (8) 19 апреля 1783 года, (8) 19 февраля 1784 года, именным указом Екатерины II сенату, на территории бывшего Крымского Ханства была образована Таврическая область и деревня была приписана к Симферопольскому уезду. После Павловских реформ, с 1796 по 1802 год, входила в Акмечетский уезд Новороссийской губернии. По новому административному делению, после создания 8 (20) октября 1802 года Таврической губернии, Кульчук был включён в состав Эскиординской волости Симферопольского уезда.
Согласно Ведомости о всех селениях в Симферопольском уезде состоящих с показанием в которой волости сколько числом дворов и душ… от 9 октября 1805 года, в деревне Кулчик числилось 23 двора и 149 жителей крымских татар, на военно-топографической карте генерал-майора Мухина 1817 года обозначен Кулчук с 30 дворами. После реформы волостного деления 1829 года деревню, согласно «Ведомости о казённых волостях Таврической губернии 1829 года», отнесли к Сарабузской волости. На карте 1836 года в деревне 15 дворов. Затем, видимо, вследствие эмиграции крымских татар в Турцию, деревня опустела и на карте 1842 года Кулчук обозначен условным знаком «малая деревня» (менее 5 дворов).
После земской реформы Александра II 1860-х годов деревня осталась в составе преобразованной Сарабузской волости. Согласно «Списку населённых мест Таврической губернии по сведениям 1864 года», составленному по результатам VIII ревизии 1864 года, Кульчук — татарская деревня с 11 дворами, 56 жителями и мечетью при колодцах (на трёхверстовой карте 1865—1876 года деревня Кумук обозначена с 8 дворами). По «Памятной книге Таврической губернии 1889 года» по результатам Х ревизии 1887 года в деревне 17 дворов и 113 жителей.
После земской реформы 1890-х годов деревню передали в состав новой Подгородне-Петровской волости. По «…Памятной книжке Таврической губернии на 1892 год» в деревне Кульчук, входившей Сарабузское сельское общество, числилось 87 жителей в 26 домохозяйствах. На карте 1892 года в Кульчуке — 11 дворов с русским населением. По «…Памятной книжке Таврической губернии на 1902 год» в деревне Кульчук, входившей в Сарабузское сельское общество, числилось 102 жителя в 5 домохозяйствах. По Статистическому справочнику Таврической губернии. Ч.II-я. Статистический очерк, выпуск шестой Симферопольский уезд, 1915 год, в деревне Кульчук Подгородне-Петровской волости Симферопольского уезда числилось 6 дворов с русским населением без приписных жителей, но с 62 — «посторонними», из которых 30 мужчин и 32 женщины. Жители владели 511 десятинами удобной земли. В хозяйствах имелось 60 лошадей, 4 вола, 30 коров и 80 голов мелкого скота.
После установления в Крыму Советской власти, по постановлению Крымревкома от 8 января 1921 года была упразднена волостная система и село включили в состав вновь созданного Сарабузского района Симферопольского уезда, а в 1922 году уезды получили название округов. 11 октября 1923 года, согласно постановлению ВЦИК, в административное деление Крымской АССР были внесены изменения, в результате которых был ликвидирован Сарабузский район и образован Симферопольский и село включили в его состав. Согласно Списку населённых пунктов Крымской АССР по Всесоюзной переписи 17 декабря 1926 года, в селе Кульчук, Такил-Джабанакского сельсовета Симферопольского района, числилось 32 двора, из них 28 крестьянских, население составляло 122 человека, из них 81 русский, 37 армян, 1 грек, 1 болгарин, 2 немца. В 1929 году была образована артель «Гигант», а в 1930-м — колхоз им. Молотова, в 1956 году переименованный в «40 лет Октября».
В 1944 году, после освобождения Крыма от фашистов, 12 августа 1944 года было принято постановление № ГОКО-6372с «О переселении колхозников в районы Крыма» и в сентябре 1944 года в район приехали первые новоселы (214 семей) из Винницкой области, а в начале 1950-х годов последовала вторая волна переселенцев из различных областей Украины. С 25 июня 1946 года Кульчук в составе Крымской области РСФСР. Указом Президиума Верховного Совета РСФСР от 18 мая 1948 года Старый Кульчук (так он был подписан на двухкилометровке РККА 1942) года был переименован в Родниково, и объединён с селом Джебанак русский. 26 апреля 1954 года Крымская область была передана из состава РСФСР в состав УССР, в том же году образован Родниковский сельсовет. Решением Крымоблисполкома от 8 сентября 1958 года № 834 к селу были присоединены село Ближнее и посёлок Ставки (ранее Тобе-Чокрак) (согласно справочнику «Крымская область. Административно-территориальное деление на 1 января 1968 года» — в период с 1954 по 1968 годы). Указом Президиума Верховного Совета УССР «Об укрупнении сельских районов Крымской области», от 30 декабря 1962 года Симферопольский район был упразднён и село присоединили к Бахчисарайскому. 1 января 1965 года, указом Президиума ВС УССР «О внесении изменений в административное районирование УССР — по Крымской области», вновь включили в состав Симферопольского. В феврале 1965 года колхоз «40 лет Октября» был преобразован в совхоз «Родниковский», в 1997 году реорганизованный в ОАО «Родниковское». На 1974 год в Родниково числилось 1282 жителя, по данным переписи 1989 года — 3495 человек.. С 12 февраля 1991 года село в восстановленной Крымской АССР, 26 февраля 1992 года переименованной в Автономную Республику Крым.

## Археология
Донузлавская археологическая экспедиция начала систематические раскопки городища Кульчук, в результате которых был открыт слой салтово-маяцкого времени (VIII—IX века) мощностью до 1,2 м.